# Marin Lalić
Marin Lalić (Bjelovar, 30 novembre 1969) è un ex calciatore croato, di ruolo Centrocampista.

## Palmarès

### Competizioni giovanili
- Juniorsko prvenstvo Jugoslavije u nogometu: 1

Hajduk Spalato: 1984-1985

### Competizioni nazionali
- Coppa di Jugoslavia: 2

Hajduk Spalato: 1986-1987, 1990-1991